# The String Quartet Tribute
The String Quartet Tribute ou SQT est un groupe de musique produit par la maison de disques Vitamin Records (en). En hommage à certains chanteurs ou groupes musicaux, ce groupe propose une interprétation de leurs œuvres par la formation classique d'un quatuor à cordes. Les musiques peuvent donc passer du jazz, pop-rock, metal au classique. SQT connait un certain succès aux États-Unis[réf. nécessaire].

## Discographie partielle (Accessible sur le site de Vitamin Records)
- An Evening with Diablo: A String Tribute to Chevelle
- Anthem: The String Quartet Tribute to Good Charlotte
- Anotomica: The String Quartet Tribute to Tool
- Anatomy of Evil: The String Quartet Tribute to Iron Maiden
- Are You Breathing: The String Quartet to Disturbed
- Arteries Untold: The String Quartet Tribute to Hawthorne Heights
- Back In Baroque: The String Tribute to AC/DC
- Baroque Tribute to Rush
- Baroque Tribute to Led Zeppelin
- Break Stuff: The String Quartet Tribute to Limp Bizkit
- Chamber Made: The Baroque Tribute to Tool
- Come On And Kick Me! The String Quartet Tribute to Weezer
- Count Me In: The String Quartet Tribute to Bon Jovi
- Dad Get Me Out Of This! The String Quartet Tribute to Warren Zevon
- Decadence & Vanity: The String Quartet Tribute to Oasis
- Dreams: The String Quartet Tribute to Enya Vol. 2
- Enigmatic: The String Quartet Tribute to Radiohead
- Evil You Dread: The String Quartet Tribute to Slayer
- Exit Stage Right: The String Tribute to Rush
- Finding Beauty In The Dissonance: A Piano Tribute To Tool
- Funeral: The String Quartet Tribute to My Chemical Romance
- Ghost: The String Quartet Tribute to Death Cab for Cutie
- Heavier Strings: A String Quartet Tribute to John Mayer’s ‘Heavier Things’
- Hometown: The String Quartet Tribute to Bruce Springsteen
- Hurt Inside: A String Quartet Tribute to KoЯn
- Ice: The String Tribute to Björk
- In the Chamber: The String Quartet Tribute to AFI
- In The Chamber with Linkin Park: The String Quartet Tribute
- In The Chamber with Mudvayne: The String Quartet Tribute
- In The Chamber with Staind: The String Quartet Tribute
- Leave Nothing Behind: Strung Out on Hoobastank - The String Quartet Tribute
- Metamorphic: The String Quartet Tribute to Tool Vol. 2
- More Bricks: The String Quartet Tribute to Pink Floyd's The Wall
- New Skin: The String Quartet Tribute to Incubus Vol. 2
- Oceans: The String Quartet Tribute to Enya
- Olympus: The String Quartet Tribute to Yanni
- Painted Red Strung Out on Underoath
- Precious Things: The String Quartet Tribute to Tori Amos
- Perfect Murder: Strung Out on Papa Roach
- Resident Adolescence: The String Quartet Tribute to the Foo Fighters
- Restrung: The String Quartet Tribute to Matrix
- Revolution: The String Quartet Tribute to P.O.D.
- Rumours: The String Quartet Tribute to Fleetwood Mac
- Rusted Moon: The String Quartet Tribute to Neil Young
- Say Your Prayers Little One: The String Quartet Tribute to Metallica
- Shape and Colour of My Heart: The String Quartet Tribute to Foo Fighters
- Someday: The String Quartet Tribute to Nickelback
- Songs You Have Come To Love The Most: A String Quartet Tribute to Dashboard Confessional
- Still Strung Out On U2: The String Quartet Vol. 2
- String Quartet Tribute to Thirty Seconds to Mars
- String Quartet Tribute to Audioslave (Re-Release)
- String Quartet Tribute to Rob Thomas/matchbox 20
- String Quartet Tribute to Weezer (Re-Release)
- String Quartet Tribute to Alanis Morissette
- String Quartet Tribute to Led Zeppelin
- String Quartet Tribute to 2Pac
- String Quartet Tribute to 3 Doors Down
- String Quartet Tribute to 311
- String Quartet Tribute to A Perfect Circle
- String Quartet Tribute to Aerosmith
- String Quartet Tribute to Alicia Keys
- String Quartet Tribute to Alison Krauss
- String Quartet Tribute to Atreyu
- String Quartet Tribute to Audioslave
- String Quartet Tribute to Beyonce
- String Quartet Tribute to Bad Religion
- String Quartet Tribute to Billy Joel
- String Quartet Tribute to Black Sabbath
- String Quartet Tribute to Bob Dylan
- String Quartet Tribute to Bright Eyes: Beautiful In The Morning
- String Quartet Tribute to Casting Crowns
- String Quartet Tribute to Céline Dion
- String Quartet Tribute to Clay Aiken
- String Quartet Tribute to Coldplay
- String Quartet Tribute to Creed
- String Quartet Tribute to Crosby, Stills, Nash and Young
- String Quartet Tribute to The Dark Side of the Moon
- String Quartet Tribute to David Bowie
- String Quartet Tribute to David Gray
- String Quartet Tribute to Deftones
- String Quartet Tribute to Depeche Mode
- String Quartet Tribute to Diana Krall
- String Quartet Tribute to Dido
- String Quartet Tribute to Dream Theater
- String Quartet Tribute to Duran Duran
- String Quartet Tribute to Elliott Smith
- String Quartet Tribute to Elton John
- String Quartet Tribute to Eric Clapton
- String Quartet Tribute to Evanescence
- String Quartet Tribute to Evanescence 2
- String Quartet Tribute to Faith Hill
- String Quartet Tribute to Fall Out Boy
- String Quartet Tribute to Fleetwood Mac
- String Quartet Tribute to Garbage
- String Quartet Tribute to Garth Brooks
- String Quartet Tribute to Godsmack
- String Quartet Tribute to Green Day
- String Quartet Tribute to Guns N' Roses
- String Quartet Tribute to Guns N' Roses(Reissue with 4 bonus tracks)
- String Quartet Tribute to Gwen Stefani
- String Quartet Tribute to Incubus
- String Quartet Tribute to James Taylor
- String Quartet Tribute to Jane's Addiction
- String Quartet Tribute to Janet Jackson
- String Quartet Tribute to Jeff Buckley
- String Quartet Tribute to Jessica Simpson
- String Quartet Tribute to Jet
- String Quartet Tribute to Jewel
- String Quartet Tribute to Jimi Hendrix
- String Quartet Tribute to Jimmy Buffett
- String Quartet Tribute to John Cougar Mellencamp
- String Quartet Tribute to John Lennon
- String Quartet Tribute to KISS
- String Quartet Tribute to Led Zeppelin
- String Quartet Tribute to Led Zeppelin Vol. 2
- String Quartet Tribute to Lynyrd Skynyrd - This Sweet Home
- String Quartet Tribute to Madonna
- String Quartet Tribute to Mariah Carey
- String Quartet Tribute to Marilyn Manson
- String Quartet Tribute to The Mars Volta
- String Quartet Tribute to Massive Attack
- String Quartet Tribute to Matchbox 20
- String Quartet Tribute to Moby
- String Quartet Tribute to Muse
- String Quartet Tribute to New Order & Joy Division
- String Quartet Tribute to Nine Inch Nails
- String Quartet Tribute to Nine Inch Nails’ Pretty Hate Machine
- String Quartet Tribute to Nirvana
- String Quartet Tribute to Nirvana's Nevermind
- String Quartet Tribute to No Doubt
- String Quartet Tribute to Norah Jones
- String Quartet Tribute to Paramore
- String Quartet Tribute to Paul McCartney
- String Quartet Tribute to Pearl Jam
- String Quartet Tribute to Peter Gabriel
- String Quartet Tribute to Phish
- String Quartet Tribute to Pink Floyd
- String Quartet Tribute to Pixies
- String Quartet Tribute to PJ Harvey
- String Quartet Tribute to Puddle of Mudd
- String Quartet Tribute to Queen
- String Quartet Tribute to Queens of the Stone Age Vol.2
- String Quartet Tribute to R.E.M.
- String Quartet Tribute to R.E.M. Vol. 2
- String Quartet Tribute to Red Hot Chili Peppers
- String Quartet Tribute to Relient K
- String Quartet Tribute to Rise Against
- String Quartet Tribute to Rod Stewart
- String Quartet Tribute to Rush’s 2112
- String Quartet Tribute to Sade
- String Quartet Tribute to Saliva
- String Quartet Tribute to Santana
- String Quartet Tribute to Sarah McLachlan
- String Quartet Tribute to Senses Fail
- String Quartet Tribute to Shania Twain
- String Quartet Tribute to Simple Plan
- String Quartet Tribute to Snow Patrol
- String Quartet Tribute to Sonic Youth
- String Quartet Tribute to Sum 41
- String Quartet Tribute to Switchfoot
- String Quartet Tribute to System of a Down
- String Quartet Tribute to System of a Down's Mezmerize
- String Quartet Tribute to The Beach Boys Pet Sounds
- String Quartet Tribute to The Beatles
- String Quartet Tribute to The Cure
- String Quartet Tribute to The Darkness
- String Quartet Tribute to the Dave Matthews Band
- String Quartet Tribute to the Dixie Chicks
- String Quartet Tribute to The Doors
- String Quartet Tribute to The Eagles
- String Quartet Tribute to The Flaming Lips
- String Quartet Tribute to The Killers
- String Quartet Tribute to Matrix
- String Quartet Tribute to The Offspring
- String Quartet Tribute to The Rolling Stones
- String Quartet Tribute to The Roots
- String Quartet Tribute to The Smiths
- String Quartet Tribute to The Velvet Underground & Nico
- String Quartet Tribute to The White Stripes
- String Quartet Tribute to Tim McGraw
- String Quartet Tribute to Tool
- String Quartet Tribute to Train
- String Quartet Tribute to U2’s The Joshua Tree
- String Quartet Tribute to Van Morrison
- String Quartet Tribute to Velvet Revolver
- String Quartet Tribute to Yellowcard
- Strings For The Deaf: The String Quartet Tribute to Queens of the Stone Age
- Strung Out on Fiona Apple: A String Quartet Tribute
- Strung Out On Jagged Little Pill: The String Quartet Tribute to Alanis Morissette
- Strung Out on Panic! at the Disco: A String Quartet Tribute
- Strung Out on Three Days Grace
- Strung Out on Kid A: The String Quartet Tribute to Radiohead
- Strung Out on OK Computer: The String Tribute to Radiohead
- Strung Out On Taking Back Sunday: A String Quartet Tribute
- Strung Out On U2: The String Quartet Tribute
- Painted Red: Strung Out on Underøath
- Strung Out: The String Quartet Sampler
- Symphonic Tribute to Prince's Purple Rain
- Tall In The Saddle: The String Quartet Tribute to George Strait
- The String Quartet Tribute to Coheed and Cambria's In Keeping Secrets of Silent Earth: 3
- The String Quartet Tribute to Tool's Aenima
- Third Eye Open: The String Quartet Tribute to Tool
- Under Your Skin: The String Quartet Tribute to Maroon 5
- Violently: The String Quartet Tribute to Björk